# 8519-es mellékút (Magyarország)
A 8519-es számú mellékút egy rövid, kevesebb, mint 3 kilométer hosszú, négy számjegyű országos közút Győr-Moson-Sopron vármegye területén; Fertődöt köti össze Fertőszentmiklóssal és a 85-ös főúttal; Petőháza fő közúti megközelítési útvonala.

## Nyomvonala
Fertőszentmiklós belterületének északi szélén ágazik ki a 85-ös főútból, annak az 54+500-as kilométerszelvénye táján, észak-északkeleti irányban, Petőházi utca néven. Alig több mint 100 méter után Petőháza területére ér, ahol Kinizsi Pál utca néven folytatódik, szinte egyből ott is belterületek között. Bő fél kilométer megtétele után keresztezi a Győr–Sopron-vasútvonal vágányait, Petőháza vasútállomás területén, az állomásépülettől keletre, majd átszel néhány iparvágányt is, amelyek az egykor itt működött cukorgyárat szolgálták ki.
A település központjának északi részén, bő egy kilométer megtételét követően az út északi irányba fordul, és kevéssel azután ki is lép a község házai közül; átszeli az Ikva folyását, majd külterületek közt folytatódik. A 2. kilométerét elhagyva elhalad Petőháza, Fertőd és Fertőendréd hármashatára mellett, de ez utóbbi települést ennél jobban gyakorlatilag nem is érinti. Innen már fertődi területen halad és Süttör településrész legdélebbi házai mellett elhaladva ér véget, beletorkollva a 8518-as útba, nem sokkal annak 3. kilométere előtt.
Teljes hossza, az országos közutak térképes nyilvántartását szolgáló kira.gov.hu adatbázisa szerint 2,976 kilométer.

## Települések az út mentén
- Fertőszentmiklós
- Petőháza
- (Fertőendréd)
- Fertőd-Süttör